# Juan Sabines Guerrero
Juan José Sabines Guerrero.(20 de agosto de 1968, Tepetlaoxtoc, Estado do México) é um político mexicano, filho do ex-governador de Chiapas Juan Sabines Gutiérrez e sobrinho do escritor Jaime Sabines, até 2006 era membro do Partido Revolucionário Institucional que o levou a ser Presidente Municipal de Tuxtla Gutiérrez, pero renunciou ao partido para ser postulado candidato da Coalizão pelo Bem de Todos, formado pelos partidos PRD, PT e Convergência ao governo de Chiapas, ganhada as eleições estaduais no mês de agosto de 2006. É Licenciado em Ciências Políticas e Administração Pública ingresado na Universidade Iberoamericana.
Foi acusado de obter apoio do Governador Pablo Salazar Mendiguchía e seus oponentes o acusam de ser impuesto numa eleição de estado, sem que nenhuma destas acusações tenha rendido frutos.

## Artigos relacionados
- Governadores de Chiapas
- Chiapas

Predefinição:Sucessão boxPredefinição:Sucessão box